# حاجبية بنية نمطية شاحبة
الحاجبية البنية النمطية الشاحبة (باللاتينية: Ophrys fusca subsp. pallida) نويع نباتي ضمن نوع الحاجبية البنية ينتمي إلى جنس الحاجبية من الفصيلة السحلبية.

## الموئل والانتشار
موطن هذا النوع صقلية والمغرب العربي.

## مرادفات للاسم العلمي
- (باللاتينية: Ophrys pallida Raf.)
- (باللاتينية: Arachnites pallida (Raf.) Tod.)
- (باللاتينية: Ophrys fusca subsp. pectus (Mutel) Kreutz)
- (باللاتينية: Ophrys pectus Mutel)